# ドナ・バーク
ドナ・バーク（Donna Burke）は、オーストラリア連邦パース出身のシンガーソングライター、ナレーター。

## 人物
クラシック音楽を10年間、オペラを8年間学んだ経験を元に、プロのミュージシャンとして18年のキャリアを持つ。現在は東京を拠点にして、最愛のパートナーであるギタリスト・アレンジャーのビル・ベンフィールドとともにアーティストとして活躍、ジャズ、ソウル、ブルース、ロック、テクノなど、幅広いジャンルを得意とする。
2000年に自主レーベルを立ち上げ、これまでに4枚のアルバムと1枚のマキシシングルをリリース。2004年にはフォーライフミュージックエンタテイメントより「Goodbye Nakamura/さよならナカムラ」をリリースした。真珠産出のために沖縄からオーストラリアに渡った青年の実際にあった悲劇を元にした、テッド・イーガンによる歌を、フォークバラードにアレンジし唄い上げたこの曲は、最初沖縄で先行発売、地元マスメディアで取り上げられ反響を呼び、全国発売以後も各メディアに取り上げられるなど話題となった。
自らの楽曲以外にもゲームミュージック、テレビコマーシャル、ポップス、フォーク、ダンスミュージック等数多くの楽曲に詞を提供しており、数多くのテレビCMでスタジオミュージシャンとして参加している。また、自らの事務所「ダグミュージック」では、外国ミュージシャンのブッキングエージェントを務めるなど、マネジメント業も手がけている。
また大学でスピーチとドラマを学んだ経験を活かし、テレビ・ラジオコマーシャルや子供用英語教材、企業ビデオなどあらゆるジャンルで、ナレーターや声優を数多くこなしており、NHK「クローズアップ現代」二カ国語放送時の英語ナレーション、マツダのサウンドロゴ、東海道・山陽・九州・西九州の各新幹線の英語車内アナウンス、メルセデス・ベンツ専用カーナビゲーションシステムのナビゲーション音声、2007年からはフジテレビF1グランプリオープニングでのナレーションを担当している。またコンピュータゲームでは「サイレントヒル」シリーズや「シェンムー」など、アニメーションでは「魔法少女リリカルなのは」シリーズのレイジングハート役や「ほしのこえ」のリシテア艦オペレーター役などがある。

## ディスコグラフィー
- Lost and Found (2001)
- Éirí na Gréine with Donna Burke (2001)
- Donna Burke with the David Silverman quartet (2002)
- Goodbye Nakamura (2004)
- Blue Nights (2005)
- HEAVENS DIVIDE (2010)

## 参加楽曲

### 作詞提供
- V6「one」（アルバム「seven」所収）英訳詞
- イム・ヒョンジュ「Salley Garden」中4曲作詞、「Misty Moon」作詞
- amin「Days like this」（アルバム「おなじ空の下」所収）作詞
- TBSテレビ『ジョシデカ!-女子刑事-』挿入歌「Living my life」作詞
- コナミ「エレビッツ」英文歌詞作成
- バンダイ「Little Jammer」作詞

### テレビコマーシャル
（ ）内はオリジナルのアーティスト
- NTT東日本・Lモード「Daydream Believer」（モンキーズ）
- NTT東日本「Close to You」
- NTT西日本 116・113/現場力 設備保守篇「悲しみにさよなら」（安全地帯）
- NTTドコモ東海 はじめての季節篇「9 to 5 Morning Train」（シーナ・イーストン）
- 花王・ブローネ「One Day Soon」（オリジナル曲）
- カネボウ・Suisai（オリジナル曲）
- キヤノン・Satera（オリジナル曲）
- キユーピー深煎りごまドレッシング「ごまマジック」篇（オリジナル曲）
- キリンビール・白麒麟（オリジナル曲）
- コカ・コーラ自動販売機「Love Me Tender」
- サンスター・Ora2 エッセンスインペースト（オリジナル曲）
- サンスター・GUM デンタルリンス・ナイトケア（オリジナル曲）
- ジョンソン・スキンガード（オリジナル曲）
- 新日本石油（ENEOS） 野球日本代表篇（オリジナル曲）
- ソニー・VAIO Do VAIO篇「Could it be I'm falling in love」（スピナーズ）
- DCカード 南の島篇「旅愁」（ジョン・P・オードウェイ）
- 東洋水産・マルちゃん麺づくり「Oh,Happy Days」
- 日産自動車・プレサージュ ピクニック篇「Listen To The Music」コーラス（ドゥービーブラザーズ）
- ハーバー化粧品「リトルボート」（オリジナル曲）
- Panasonic・P505iS（オリジナル曲）
- 日本ペットフード・ビタワン「Be with you」
- ブリヂストン・REGNO「You Keep Me Hangin' On」（ヴァニラ・ファッジ/スプリームス）
- 北海道電力 ともに輝く明日のために～ほくでん（オリジナル曲）
- ホンダ・レジェンド「The Phantom Of The Opera」（ミュージカル「オペラ座の怪人」より）
- 三菱電機・ディスプレイ「ジョー・ダップ・デ・ダップ・デイ」
- ユニリーバ・Lux スーパーリッチ「Moving Up」
- ユニリーバ・Lux スパモイスト Liberated Zone篇（オリジナル曲）
- ラ・パルレ「You're Lovely」（オリジナル曲）
- JR東海・うまし うるわし 奈良「Again」（アレクサンドル・ボロディン作曲オペラ『イーゴリ公』より「だったん人の踊り」から）
他、東京電力、東京海上、トヨタ自動車、mazda、全日空、積水ハウス、アサヒビール、任天堂、サッポロビール、日立製作所、ケンタッキーフライドチキン、マクドナルド、味の素ゼネラルフーヅなど多数
東芝製プラズマテレビやナミキ不動産のCMにはCM曲だけでなく、自ら出演もしている

### ゲームミュージック
- ラストレムナント （スクウェア・エニックス）「Journey's End」
- テイルズ オブ レジェンディア（ナムコ）「My Tales」「hotarubi」
- ときめきメモリアル2 Substories（コナミ）「Hero」
- ダンスダンスレボリューション（コナミ）「Star Gate Heaven」
- ファイナルファンタジー・クリスタルクロニクル（英語版、スクウェア・エニックス）「カゼノネ(Morning Sky)」「星月夜(Moonless Starry Night)」英訳詞・歌唱
- アウトラン2（セガ）「Life Was A Bore」
- メタルギアソリッド ピースウォーカー（コナミ）「HEAVENS DIVIDE」
- ファイナルファンタジー・クリスタルクロニクル　クリスタルベアラー（スクウェア・エニックス）「招かざるもの」「休息」「儚きもの」「聖なる安息の地～Kuule tää unelmain～」
- ゴッドイーター（バンダイナムコゲームス）「神と人と (Vocal Ver.)」
- メタルギアソリッドV（コナミ）「Sins of the Father」
- インプロージョン（Rayark）「Way in The Dark」詞・歌唱
- シンクロニカ（バンダイナムコゲームス）「Snow Light」

### アニメ
- 劇場版∀ガンダム「After All」
- ヴァンドレッド「What a Wonderful World」「Trust」「Somedays」
- 灰羽連盟「Wondering」
- ストレンジドーン「Set me Free」
- カウボーイビバップ
- Pookyオープニングテーマ
- 東京喰種トーキョーグール√A「Glassy Sky」

### その他
- J-WAVEジングル曲
- Feel Cinema「Phantom of the Opera」
- ワールドカップ予選日本対オーストラリア国歌斉唱
- NHK教育「えいごであそぼ」クリスマス特集「ホワイトクリスマス」歌唱・出演　「GO TO SLEEP」歌唱
- コロムビアレコード「はじめてのえいごのうた」
- ベネッセ「こどもチャレンジ」
- NHK「トピック英会話」「基礎英語」
- ヤマハ教材用チルドレンソング（1997-2010版）
- ビクターエンタテインメント「ハッピーチャイルド」

## 声優・ナレーター

### テレビアニメ
- 魔法少女リリカルなのは（2004年 - 2015年、レイジングハート） - 4シリーズ[一覧 1]
- Pooky（プーチー）
- ストレンジドーン（宮部ユコ、英語版）
- リトル・チャロ2（カノン）

### 劇場アニメ
- ほしのこえ（2002年、リシテア艦オペレーター）
- 魔法少女リリカルなのは The MOVIE（2010年 - 2012年、レイジングハート） - 2部作[一覧 2]
- 魔法少女リリカルなのは Reflection / Detonation（2017年 - 2018年、レイジングハート） - 2部作

### ゲーム
- バーチャファイター4（2001年、ベネッサ・ルイス）
- サイレントヒル2（2001年、アンジェラ・オラスコ、モーションキャプチャも担当）
- ブラッディロア エクストリーム（2002年、ジェニー・バートリー）
- サイレントヒル3（2003年、クローディア・ウルフ、モーションキャプチャも担当）
- F-ZERO GX（2003年、ミセス アロー）
- ファイナルファンタジークリスタルクロニクル（2004年、英語版本編ナレーション)
- ブラッディロア4（2004年、ウラヌス、海外版）
- バーチャファイター サイバージェネレーション 〜ジャッジメントシックスの野望〜（2004年、ベネッサ・ルイス）
- 魔法少女リリカルなのはA's PORTABLE -THE BATTLE OF ACES-（2010年、レイジングハート）
- ホーンテッドミュージアムII ようこそ幻影遊園地へ（2011年）
- 魔法少女リリカルなのはA's PORTABLE -THE GEARS OF DESTINY-（レイジングハート）
- レッツ ゴー ジャングル!（Norah）
- Lunar Knights（Ursula）
- メタルギアソリッドV（2015年、主人公スネークが所持している架空の情報端末「iDROID」のシステムボイスとして登場）
- ナイトクライ（2016年、ジェジカ、ケリー、マリア、アンジー）
- ARMS（2017年、ドクターコイル）

### ナレーション
- サウンドロゴ
  - avex trax
  - コーセー「Beaute de Kose」
  - マツダ
- TOKYO FMジングル
- 企業ビデオ
  - パナソニック
  - 三洋電機
  - 資生堂「The Mark of Beauty」
  - ホンダ
  - コマツ
  - トヨタ Lexus
  - オリンパス
  - 日本コンパック
  - 丸紅
  - スズキ歴史館
- プラダジャパン 企業用電話英語案内
- メルセデス・ベンツ・ジャパン カーナビゲーション用英語案内
- ECC教材用ナレーション
- 公文式英語教材用ナレーション
- 昭和天皇記念館 英語音声案内
- TOEICテスト オーストラリア・ニュージーランド発音ナレーション
- JAL「Classic & J Pops Now」2001-2004年DJ
- NHK「クローズアップ現代」衛星放送英語ナレーション

### アナウンス
- 東海道・山陽・九州・西九州新幹線 英語車内アナウンス  2007-

### シリーズ一覧
1. ↑  第1期（2004年）、第2期『A's』（2005年）、第3期『StrikerS』（2007年）、第4期『ViVid』（2015年）
2. ↑  『1st』（2010年）、『2nd A's』（2012年）

1. ↑  『メタルギア』シリーズなどの楽曲を歌うドナ・バークによるジャズユニット“GANIME JAZZ”のファーストアルバムが発売！ 発売記念イベントでは17曲を熱唱
2. ↑  ドナ・バークについて
3. ↑  「ドナ・バーク：私は東海道新幹線の声」I'm the Voice of the Tokaido Shinkansen - Donna Burke
4. ↑  「私の娘の声よ」新幹線アナウンスを聞いて母親感動(19/11/01)